# Eugenio Garin
Eugenio Garin (Rieti, 9 mei 1909 - Florence, 29 december 2004) was een Italiaanse filosoof en historicus.
Garin was bij leven een onderzoeker van de renaissance. Tevens was hij professor en later emeritus professor, in de cultuurfilosofie en de filosofiegeschiedenis aan de universiteiten van Florence en Pisa.
In Italië werd hij als een van de belangrijkste hedendaagse denkers gezien.

## Publicaties
- Het Italiaanse Humanisme
- De Mens van de Renaissance

- Bibsys: 90562914
- Biblioteca Nacional de España: XX943148
- Bibliothèque nationale de France: cb12025438v (data)
- Catàleg d'autoritats de noms i títols de Catalunya: 981058518269506706
- CiNii: DA00507760
- Gemeinsame Normdatei: 119252457
- International Standard Name Identifier: 0000 0001 2117 1974
- Library of Congress Control Number: n79142651
- Nationale Bibliotheek van Letland: 000003849
- Bibliotheek van het Japanse parlement: 00440555
- Nationale Bibliotheek van Tsjechië: skuk0002597
- Nationale bibliotheek van Australië: 35113324
- Nationale Bibliotheek van Israël: 987007296626805171
- Nationale en Universitaire bibliotheek Zagreb: 000011314
- Nederlandse Thesaurus van Auteursnamen: 069634696
- Réseau des bibliothèques de Suisse occidentale: 02-A013695438
- Istituto Centrale per il Catalogo Unico: CFIV008177
- Système universitaire de documentation: 028414896
- Trove: 830426
- Virtual International Authority File: 24425
- WorldCat: E39PBJvmK479MBW9J3y4cPhvHC